# Varna (groep)

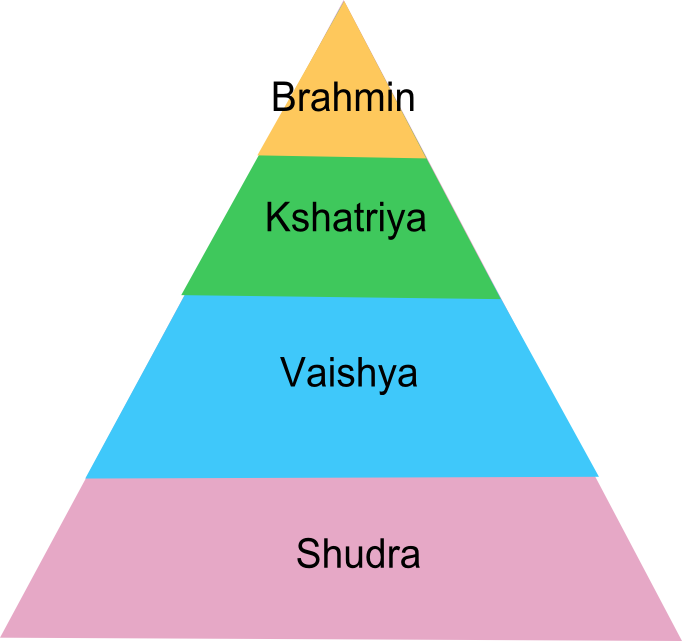
De vier varna's van het Indiaas kastenstelsel

Een varna is een sociale klasse uit het brahmanisme. Een varna beschrijft iemand slechts in zeer algemene termen, het is meer een ideaaltype dan dat deze een belangrijke rol speelt in het dagelijks leven. Hoewel de vier varna's van brahmanen, kshattriya's, vaishya's en shudra's nog wel eens genoemd worden als de basis van het Indiase kastenstelsel hebben deze vooral een theoretische betekenis en zijn het de jati's die veel over de sociale identiteit zeggen. Om het onderscheid duidelijk te houden, kan varna daarom beter onvertaald blijven, terwijl jati zowel kaste als subkaste betekent.
De brahmanen vormen de priesterklasse, de kshatriya's de krijger- en heersersklasse, de vaishya's de kaste van handelaren, ambachtslieden en boeren en de shudra's de arbeiders en dienaren. Personen die niet in een varna geboren worden, zijn kastelozen of dalits en vormen de onderste trede in de traditionele hiërarchie van de Indiase maatschappij.
Migranten van buiten India en de adivasi, volkeren die in stamverband in de wildernis buiten de culturele centra leefden en leven, vielen buiten deze vier kasten. Zij zijn kastelozen of dalits. Traditionele religieuze voorschriften verbieden kastelozen deelname aan veel aspecten van het openbare leven. Sinds de Britse kolonisatie en Indiase onafhankelijkheid is veel gedaan om de positie van de kastelozen te verbeteren en hun discriminatie en uitsluiting tegen te gaan.

## Vedische periode
De vier varna's ontstonden geleidelijk tijdens de Vedische tijd (1500 v.Chr. tot 500 v.Chr.). De Veda's noemen een onderscheid tussen de arya varna en de darya varna. Varna betekent kleur en het zou er op kunnen wijzen dat deze twee varna's respectievelijk verwijzen naar de donkerhuidige Dravidiërs en de lichtkleurige Ariërs. 
Iemands varna had echter niet altijd te maken met huidskleur of etnische afkomst. Dravidiërs konden ook deel uitmaken van de arya varna en omgekeerd.
In een later stadium evolueerden de vier klassieke varna's onder invloed van het brahmanisme.